# Elecciones municipales de España de 1931
Las elecciones municipales del 12 de abril de 1931 tuvieron lugar en esta fecha y determinaron el advenimiento de la Segunda República Española. No hubo resultados oficiales totales pero la victoria fue para las candidaturas republicanas-socialistas que obtuvieron la mayoría de concejales en 42 de las 50 capitales de provincia, así como en la mayoría de las ciudades medianas y pequeñas.

## Convocatoria de elecciones
Tras el fracaso del gobierno del general Berenguer para volver a la «normalidad constitucional» después de la caída de la dictadura de Primo de Rivera en enero de 1930, el rey Alfonso XIII decidió nombrar el 17 de febrero de 1931 al almirante Juan Bautista Aznar para que presidiera un gobierno de «concentración monárquica». Este convocó elecciones municipales, en lugar de generales, para el 12 de abril de 1931, según el procedimiento de la ley electoral de 1907, sin tener en cuenta el Estatuto Municipal de 1924, una norma aprobada durante la Dictadura de Primo de Rivera. Debían elegirse unos ochenta mil concejales en todos los ayuntamientos de España, pero lo que estaba en juego era la continuidad de la propia monarquía de la Restauración. El lunes 23 de marzo quedaron restablecidas las garantías constitucionales; se suprimió la censura y se reconoció la plena libertad de reunión y asociación.

## Ley electoral
Los comicios se rigieron por la Ley electoral de 1907, también conocida como la «Ley Maura». Tenían derecho al voto (que era obligatorio) los varones mayores de 25 años. Una de las características más notables de esta ley era el artículo 29, según el cual, en aquellos distritos en que solo se presentara una única candidatura esta resultaría elegida automáticamente sin necesidad de realizar ninguna votación (artículo del que abusaron los partidos del turno, Conservador y Liberal).
El número de concejales a elegir en cada municipio venía determinado por la población, según establecía la Ley municipal de 1870. Oscilaba entre seis concejales de las localidades con menos de 500 habitantes y cincuenta de las que superaran los 220 000. Excepto los de menos de 500 habitantes que tenían un único distrito, los municipios estaban divididos en distritos con un máximo de diez (que era el caso de nueve ciudades: Madrid, Barcelona, Valencia, Sevilla, Zaragoza, Málaga, Murcia, Bilbao y Granada). Cada distrito (había 12 654 distritos en los 9259 municipios españoles) elegía un determinado número de concejales. Se votaba según el sistema de listas abiertas por lo que cada elector podía  entremezclar nombres de diferentes candidaturas y la asignación de concejales se realizaba mediante un sistema electoral mayoritario, lo que se traducía en que el elector no podía votar un número de candidatos igual al correspondiente a cada distrito, sino inferior (en los distritos de tres concejales, el elector solo podía votar a dos; en los de cuatro a tres; en los de cinco y seis a cuatro; y en los de ocho a seis). Así pues en aquellos distritos en los que se presentaban dos candidaturas una de ellas obtenía los dos, tres o cuatro concejales que correspondían a las mayorías, y la otra el uno o los dos que correspondían a las minorías.
Una formación política podía presentar una candidatura al copo, es decir, incluyendo tantos candidatos como concejales correspondieran al distrito. Para ello debía tener seguro que obtendría el doble de votos que sus adversarios y que sería capaz de aleccionar a sus votantes para que repartieran el voto entre sus candidatos. Si alguno de estos dos requisitos no se cumplía podría correr el riesgo de conseguir solo el número de concejales correspondientes a la minoría.

### El domingo 5 de abril: la aplicación del artículo 29
Una fecha clave en el proceso electoral era el domingo anterior al de la celebración de las elecciones, porque en ese día se procedía a la presentación de las candidaturas y, lo que era más importante, a la proclamación de vencedores, en aplicación del artículo 29, en aquellos distritos en los que solo se hubiera presentado una única candidatura. Y eso fue lo que sucedió el domingo 5 de abril: fueron proclamados casi treinta mil concejales (29 804), el 37 % del total de los 81 099 que se debían elegir. De esta forma 1 100 000 electores, de un total de 5 500 000, fueron privados de su derecho al voto. En su inmensa mayoría se trataba de municipios con menos de 500 habitantes. Hubo provincias (como Ávila, Pontevedra, Salamanca, Teruel, Santa Cruz de Tenerife y Valladolid) en las que el número de concejales proclamados por el artículo 29 igualaba al número de concejales que quedaban por elegir y en otras incluso los superaba (como Gerona, Navarra, Lérida, Cuenca, Huesca y Las Palmas).
Sobre la adscripción política de estos concejales proclamados por el artículo 29 conocemos los datos proporcionados el 9 de abril por el ministro de la Gobernación, José María de Hoyos y Vinent, marqués de Hoyos, sobre 13 852 de ellos: 12 587 (el 91 %) serían monárquicos y 1265 republicano-socialistas. Dos días más tarde, el 11 de abril, el ministerio informaba de que 14 018 de los concejales proclamados por el artículo 29 eran monárquicos y 1832 republicano-socialistas. El propio marqués de Hoyos era consciente de que aún faltaban más de 12 000 concejales por adscribir y se excusó diciendo a los periodistas: «No se extrañen ustedes de esta tardanza en recoger y facilitar los datos, pues en realidad es la primera vez que se realiza esta estadística».
Con estos datos el ministro de Estado, el conde de Romanones, se mostró eufórico destacando que había una proporción de 10 a 1 a favor de los monárquicos y que esperaba que esa misma proporción se diera en las elecciones del domingo. Sin embargo, como ha señalado Carmelo Romero Salvador, «el 5 de abril dejaba preocupantes señales para la causa monárquica que, a buen seguro, a políticos tan avezados como el conde no le pasaron desapercibidas». La primera era que el porcentaje de concejales proclamados por el artículo 29 había disminuido respecto a las anteriores elecciones municipales celebradas en 1922 (se había pasado del 54 % al 37 %), «revelando la merma de capacidad para los arreglos y componendas de la vieja maquinaria caciquil, oxidada tras el largo tiempo de inactividad electoral». La segunda, aún más preocupante, era que ningún concejal de las capitales de provincia (1657) había sido proclamado por el artículo 29 y en todos sus distritos (336) se habían presentado candidaturas republicano-socialistas (mientras que en 1922 habían sido proclamados 105 concejales de las capitales de provincia por el artículo 29).

## La campaña electoral: el plebiscito sobre monarquía o república
Desde el primer momento las elecciones municipales del 12 de abril fueron consideradas como un plebiscito sobre la continuidad de la monarquía de Alfonso XIII. Eran las primeras elecciones que se celebraban después de los ocho años de la dictadura de Primo de Rivera y de la dictablanda de Dámaso Berenguer, por lo que «serían, qué duda cabe, el primer indicador cuantificable del sentir político de la ciudadanía respecto a la cuestión que, desde hacía más de un año, estaba planteada en todos los ambientes: la aceptación, o el rechazo, con que seguía contando la monarquía».
Y así lo constató toda la prensa de la época. «Para los monárquicos españoles es cuestión de vida o muerte, porque las elecciones para concejales, aun siendo administrativas, tienen esta vez carácter eminentemente político», escribió el 7 de abril el diario católico de Almería La Independencia. El Diario de Almería titulaba: «Dos frentes: ¡Monárquicos o antimonárquicos!». Y así lo reconocían los políticos de todas las tendencias. El monárquico José María Gil Robles decía en un mitin en Torrelavega: «Aunque estas elecciones son de tipo administrativo lo que está en cuestión es el tipo de régimen». Y así lo reconocía el propio Gobierno. El conde de Romanones comentó: «Lo que se va a ventilar el domingo no es el triunfo de tal o cual nombre, sino el porvenir de España y de la Monarquía, porque sería un espanto el triunfo de la candidatura republicana en Madrid». Y, por supuesto, los republicanos y los socialistas. Manuel Azaña declaró: «Considero, como todo el mundo, que las elecciones municipales tendrán el valor de un plebiscito nacional». Por su parte el editorial de El Socialista decía: «La lucha está entablada entre la Monarquía y la República».
Los partidos monárquicos, que presentaron candidaturas unitarias (los «constitucionalistas» no se sumaron, al formar parte de ellas los monárquicos autoritarios de la Unión Monárquica Nacional, UMN) estaban tan convencidos de que lograrían la victoria recurriendo a los viejos métodos fraudulentos de la Restauración que prácticamente no hicieron campaña electoral —Ramiro de Maeztu lamentó que se hubieran «visto diez carteles republicanos por uno monárquico»—. En realidad solo la UMN defendió la necesidad de salir a la calle para movilizar a los partidarios de la monarquía: «Hay que llenar Madrid de candidaturas monárquicas. Hay que recorrer las barriadas obreras casa por casa y explicar a los electores en qué consiste la ficción republicana». El gobierno, por el mismo motivo que los partidos del turno, también confiaba en el triunfo de las candidaturas monárquicas. Los informes que recibía de los gobernadores civiles así se lo aseguraban. Se perderían las elecciones en algunas capitales por poca diferencia, pero «podía darse por seguro que en la mayoría de ellas, y en España en general, se ganarían».
Carmelo Romero Salvador ha cuestionado la idea de que los monárquicos prácticamente no hicieron campaña electoral porque «la propaganda no solo queda reducida a los mítines y a la palabra en público. Aparte de los resortes y de la influencia que la posesión y el ejercicio del poder por sí mismo proporcionan, el número de periódicos de tendencia monárquica era, en todas las provincias, notablemente superior al proclive a la causa republicana y, en general, de bastante mayor tirada». Además, los monárquicos contaron con el firme apoyo de la jerarquía católica. El cardenal Pedro Segura, amigo personal de Alfonso XIII, pidió expresamente el voto para las candidaturas monárquicas porque no hacerlo supondría una «traición para con la Religión y con la Patria». Lo mismo hizo el obispo de Vitoria, Mateo Múgica, quien advirtió que ningún católico podía votar a un partido político «que en sus programas, en sus periódicos, en sus meetings contenga y consigne doctrinas anticatólicas, ataques a los sagrados derechos de la Iglesia y a sus santas instituciones».
La propaganda electoral y los mítines de los monárquicos se basaron en el miedo. El diario Ahora advertía el mismo 12 de abril de la amenaza de «una revolución que, con nombre de república y con todas sus destructoras consecuencias, está llamando a las puertas de España». Era frecuente la identificación de la república con el comunismo y los sóviets, especialmente por parte de la extrema derecha, que fue la que llevó el peso de la movilización monárquica, y esto determinó el tono alarmista, autoritario y visceral de la campaña, que llevó a los monárquicos más liberales a plantearse votar a los republicanos. La Nación, el periódico de la dictadura de Primo de Rivera y ahora órgano de la primorriverista Unión Monárquica Nacional, advertía de la «catástrofe» que se avecinaba si ganaban las candidaturas republicanas: «¡Españoles! Si no queréis que España se hunda en el caos soviético, votad por la Monarquía». Por su parte el carlista El Siglo Futuro también hacía un llamamiento a «votar contra la revolución». «Este y no otro es el dilema: o el orden y la civilización cristiana o la barbarie y el desorden de Moscou [sic]. Eso es lo que mañana se votará», añadía. El católico El Debate advertía que «las fuentes de riqueza... quedarían reducidas a la mínima expresión». En un pasquín se decía que la república traería «el trabajo forzoso que hay en Rusia». Por el contrario, los republicanos-socialistas, cuyos mítines fueron mucho más numerosos y más concurridos que los de los monárquicos, basaron su campaña en la esperanza en un futuro diferente. «España vive hoy un momento de creación», dijo el socialista Fernando de los Ríos.
El gobierno confiaba en el triunfo de las candidaturas monárquicas, ya que los informes que recibía de los gobernadores civiles así se lo aseguraban. Se perderían las elecciones en algunas capitales por poca diferencia, pero «podía darse por seguro que en la mayoría de ellas, y en España en general, se ganarían». Sin embargo, unas declaraciones del conde de Romanones, ministro de Estado, el sábado 11 de abril dejaban entrever que el gobierno ya no estaba tan seguro del triunfo de los monárquicos y lanzó la propuesta de que la victoria no la obtendrían las candidaturas (monárquicas o republicano-socialistas) que obtuvieran el mayor número de votos sino el de concejales. Romanones sabía perfectamente que para lograr un concejal en un municipio rural se necesitaban muchos menos votos que en uno urbano, por lo que el número total de concejales obtenidos podía distar mucho de la suma de votos conseguidos por unas candidaturas y por otras (como ha recordado Carmelo Romero Salvador, «los 50 concejales de Madrid o los 50 de Barcelona —ciudades ambas en torno al millón de habitantes— equivalían, por población a la que representaban, a más de dieciochomil concejales correspondientes a los 3034 municipios españoles que tenían un población inferior a 500 habitantes y que, entre todos, no llegaban al millón de habitantes. Conviene repetir estas cifras: ¡50 concejales igual, en cuanto al número de electores, que 18 000!»). El conde de Romanones declaró concretamente lo siguiente:

Mañana a las siete de la tarde se conocerá el resultado en Madrid y cuando se sepa el de toda España podrá hacerse el recuento de los concejales elegidos. Si de los ochenta mil concejales, cuarenta mil uno resultasen andinásticos, acataríamos el fallo; pero el cómputo ha de hacerse por el número de concejales, pues no se pueden establecer distinciones entre los concejales del campo y los de las ciudades, ni clasificar a los electores en de primera, segunda y tercera. Precisamente la soberanía del sufragio universal [masculino] estriba en que cada hombre es un voto.

Según el testimonio de Henry Buckley en Vida y muerte de la República española" (Ed. Austral, página 48)

Aun hoy desconozco el resultado exacto de las elecciones del 12 de abril. Los únicos resultados que he visto publicados concedían unos sesenta mil escaños de concejal a los monárquicos y unos catorce mil a los republicanos. Así es que, desde un punto de vista aritmético, el triunfo había sido para la monarquía. Unos meses más tarde, me acerqué al Ministerio de la Gobernación para confirmar resultados. Me llevaron a los sótanos, y allí me mostraron centenares de paquetes que contenían los resultados telegrafiados desde cada uno de los ayuntamientos en España. Nadie se había molestado en abrirlos. Pregunté por qué no se había hecho y cuál era la razón por la que todavía no sabíamos el resultado final de aquellas elecciones que había cambiado la historia del país. Me contestaron que harían falta muchos empleados para realizar el cómputo final y que no estaban disponibles. Me pregunto si aquellos sobres han sobrevivido a las bombas incendiaras del general Franco y si alguien en el futuro tendrá la paciencia de hacer el recuento...

## El domingo 12 de abril: votaciones y triunfo de las candidaturas republicanas-socialistas en las ciudades
Los colegios electorales se abrieron a los ocho de la mañana del domingo 12 de abril de 1931 y hasta su cierre a las cuatro de la tarde se formaron grandes colas de votantes. La participación fue del 67 %, siete puntos por encima de las últimas elecciones municipales celebradas en 1922. El ministro de Fomento Juan de la Cierva comentó: «¡Qué barbaridad, señores, no se han cansado de votar!». Los periódicos destacaron el completo orden en que se habían realizado las votaciones, ya que no consignaron ningún incidente, y que habían sido «rabiosamente sinceras». Como ha destacado Carmelo Romero Salvador, el electorado era «consciente de que en las urnas se dirimía una cuestión diferente —fortalecer la monarquía o avanzar hacia la república— a la de cualquier otra elección anterior».
A lo largo de la tarde y de la noche del domingo fueron llegando al Ministerio de la Gobernación, a donde había acudido la mayoría de los ministros, los resultados de las capitales de provincia que arrojaban una aplastante victoria de las candidaturas republicano-socialistas, ya que habían conseguido la mayoría de concejales en 39 de ellas y solo en 9 habían ganado los monárquicos (en realidad solo en 7, pues los datos de Soria y de Gerona estaban equivocados y allí también habían ganado los republicanos-socialistas), a falta de conocer los resultados de Las Palmas y de Santa Cruz de Tenerife (finalmente se sabría que en la primera habían ganado los monárquicos y en la segunda los republicano-socialistas). Así pues, los monárquicos solo habían vencido en ocho capitales (Ávila, Burgos, Cádiz, Lugo, Palma de Mallorca, Pamplona, Vitoria y Las Palmas), con la salvedad de que en Burgos y Vitoria las candidaturas republicano-socialistas habían tenido mayor número de votos, mientras que los republicanos-socialistas habían obtenido la mayoría en 42 (y en 30 de ellas habían ganado en todos sus distritos): de los 1657 concejales en disputa habían conseguido 1003 por 614 los monárquicos (los otros 40 correspondían a diferentes grupos). Por el número de votos la victoria aún había sido más contundente, ya que los monárquicos no habían llegado a los doscientos mil (195 147) y los republicano-socialistas se había acercado al medio millón (443 945), según el estudio realizado por Carmelo Romero Salvador. En Madrid y en Barcelona los republicanos-socialistas casi habían triplicado el número de votos de los monárquicos (91 662 por 33 989 en Madrid; 98 579 por 34 725 en Barcelona).
La victoria de la conjunción republicano-socialista en las capitales de provincia también se dio en la mayoría de las grandes ciudades como Chamartín de la Rosa, Vallecas, Baracaldo, Vigo, Santiago de Compostela, Ferrol, Sabadell, Tarrasa, Hospitalet de Llobregat, Reus, Linares, La Carolina, Algeciras, La Línea de la Concepción, Elche, Tomelloso, Mieres, Langreo, Gijón, Mahón, Sagunto, Alcira o Cartagena. El conde de Romanones, ministro de Estado, relató: «Al volver a Madrid (pasada la tarde en el campo) me di inmediata cuenta de que la batalla estaba perdida. Me bastó saber que en el centro del barrio de Salamanca, donde solo hay clase media y donde habita la aristocracia de la sangre y del dinero, el escrutinio resultaba adverso para los monárquicos». Años después el marqués de Hoyos, ministro de la Gobernación, escribió:

Las informaciones recibidas de los pueblos pequeños acusaban favorables impresiones, pero las de los pueblos importantes eran, como las de las capitales de provincia, desastrosas.

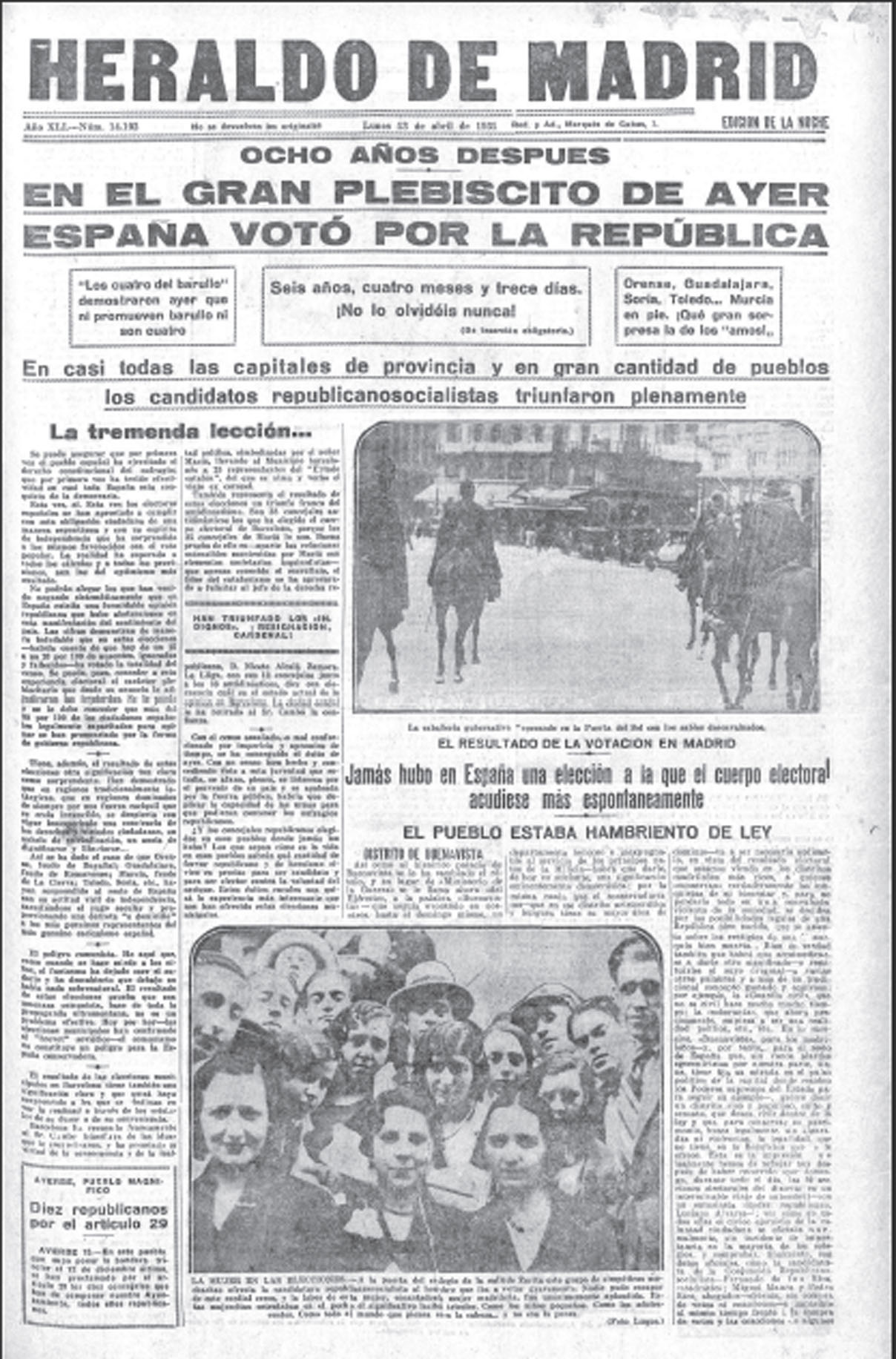
Portada del 13 de abril de 1931.

Aunque el Gobierno no proporcionaría cifras oficiales (muy incompletas) hasta las 14 horas del lunes 13 de abril, la prensa de ese día, incluida la monárquica, ya reconocía el triunfo de las candidaturas republicanas-socialistas. El carlista El Siglo Futuro decía en su editorial:

No queremos paliar el resultado de la jornada electoral de ayer. Mucho nos entristece. ¿Para qué hacer cubileteo de las cifras? El hecho flagrante está ahí. Y el hecho es que la masa socialista y los elementos burgueses simpatizantes con el izquierdismo han dado el triunfo a los candidatos republicanos».

El diario Ahora publicaba: «La jornada electoral del domingo se caracteriza por un hecho indudable: la victoria de los candidatos republicanos». El monárquico La Opinión titulaba: «Una jornada histórica. Ayer triunfó plenamente la conjunción republicano-socialista. Obtiene una mayoría formidable y arrolladora ¡Ha hablado, al fin, el pueblo; ha hablado fuerte y claro!». El Imparcial reconocía: «Nuestra derrota como monárquicos ha sido enorme». Los diarios de fuera de Madrid coincidían. Las Provincias, periódico monárquico de Valencia, decía: «Hay que aceptar los hechos consumados. La mayoría de la nación, por medio de un verdadero plebiscito, ha emitido su voto en contra de la Monarquía y a favor de la República». El Noticiero Sevillano, también monárquico, destacaba: «Las elecciones municipales celebradas el domingo han puesto de manifiesto una firme voluntad republicana en todo el país». El Diario de León decía en su editorial titulado «Ante la derrota»: «No seríamos sinceros si no confesáramos nuestra amargura ante la derrota sufrida en las capitales de provincia de España por los monárquicos. Los números son los que valen en la ley de mayoría a que estamos sujetos y los números se han decantado en contra nuestra. Acatamos los hechos y reconocemos la cordura y orden con que se han recibido el triunfo nuestros contrarios».

## Resultados
El Gobierno no dio unos resultados oficiales hasta las 14 horas del día siguiente, lunes 13 de abril ―veintidós horas después de haberse cerrado los colegios―, y estos fueron muy incompletos, pues solo hacían referencia a 28 025 concejales de un total 89 099 (ninguna mención al número de votos). Si se tiene en cuenta que 15 963 ya habían sido proclamados el domingo anterior en aplicación del artículo 29 de la ley electoral, en realidad la información proporcionada por el ministro de la Gobernación, el marqués de Hoyos, solo se refería a 12 062 concejales realmente electos. En cuanto a la adscripción política de los mismos, el ministro comunicó que 22 150 eran monárquicos y 5875 republicanos. Sobre estos datos, que solo se referían a un tercio del total de concejales y que no contabilizaban votos, la historiografía antirrepublicana y franquista posterior basaría la afirmación de que las elecciones las habían ganado los monárquicos, y todo ello con el objetivo de deslegitimar a la Segunda República.
La conclusión del estudio de Carmelo Romero Salvador sobre estas elecciones es contundente: es una «falsedad» afirmar «que las elecciones municipales que trajeron la República las habían ganado los monárquicos. Es muy probable que obtuvieran más concejales, incluso bastantes más... Lo que es seguro es que, en número de votos —sin distinciones cualitativas de rural y urbano, sino cuantitativas—, el triunfo de la conjunción republicano-socialista resultó para todos, o para casi todos, ya en aquel momento incontestable». Así lo reconoció, por ejemplo, el conde de Romanones, ministro de Estado, que declaró a los periodistas: «Nada, señores. El resultado de la elección no puede ser más deplorable para nosotros los monárquicos. Esta es la verdad, porque sería inútil escamotearla o tergiversarla». También el diario católico El Debate que en su editorial del lunes 13 de abril decía lo siguiente:

Sería pueril negarle gravedad a la jornada de ayer. Cierto que no hay en España una mayoría de concejales republicanos, pero cierto es también que la hay en casi todas las grandes capitales. [...] Y esto quiere decir que un sector enorme de la opinión española se pronunció en contra de la monarquía.

Los estudios anteriores de los historiadores Miguel Martínez Cuadrado y Javier Tusell ya habían llegado a la misma conclusión, aunque a diferencia de Romero Salvador daban una cifra muy similar de concejales monárquicos y de concejales republicanos y socialistas (unos 40 000 cada bloque). Sin embargo, como ha señalado Romero Salvador, se trata de aproximaciones, ya que bastantes de la actas electorales no se han conservado y las que sí, están llenas de inexactitudes y de errores sobre la adscripción política de los concejales, por lo que «muy probablemente, por no decir con seguridad, los resultados totales… no los conoceremos nunca».

### Resultados globales
Estimación del reparto de concejales, según la web www.historiaelectoral.com
| Coalición o tendencia             | Concejales | Alcaldes de capitales de provincia |
| --------------------------------- | ---------- | ---------------------------------- |
| Monárquicos                       | 40 324     | 9                                  |
| Conjunción Republicano-Socialista | 36 282     | 38                                 |
| Esquerra Republicana              | 3 219      | 3                                  |
| Lliga Regionalista de Catalunya   | 1 014      | 0                                  |
| Nacionalistas vascos              | 267        | 0                                  |
| Partido Comunista                 | 67         | 0                                  |
| Independientes                    | 267        | 0                                  |

### Resultados por capitales de provincia
En Vitoria y Pamplona, donde triunfaron los jaimistas, tras la proclamación de la Segunda República se repitieron las votaciones el 31 de mayo, con sendas victorias republicanas.

## Consecuencias

### Caída de la monarquía de Alfonso XIII
El almirante Aznar presentó su dimisión. Los ministros Gabino Bugallal y La Cierva apostaron por hacer uso del ejército para mantener la legalidad. Al preguntársele si había motivos para una crisis, Aznar contestó: «¿Que si habrá crisis? ¿Qué más crisis desean ustedes que la de un país que se acuesta monárquico y se despierta republicano?». Así lo entendieron el conde de Romanones y el propio rey, al constatar su falta de apoyo popular en las ciudades. Aquel inició contactos con Niceto Alcalá-Zamora para obtener seguridades sobre la vida del monarca. Pero el que iba a designarse jefe del Estado y presidente del Gobierno provisional solo unas horas más tarde, había obtenido el apoyo de Sanjurjo, y con él el de la Guardia Civil y el Ejército; se eximió de poder garantizar nada, exigiendo en cambio el inmediato abandono del país del que había entregado el Gobierno a sucesivos dictadores. Tal exigencia fue repetida por el Comité Revolucionario, que se iba a convertir en Gobierno provisional, en un manifiesto publicado en los distintos diarios. El monarca marchó hacia el exilio la noche del mismo 14 de abril de 1931. El día 16 de abril se hizo público el siguiente manifiesto, redactado por el duque de Maura, hermano del líder republicano Miguel Maura, y que el día 17 solo publicó el diario ABC, en portada:

Las elecciones celebradas el domingo me revelan claramente que no tengo hoy el amor de mi pueblo. Mi conciencia me dice que ese desvío no será definitivo, porque procuré siempre servir a España, puesto el único afán en el interés público hasta en las más críticas coyunturas. Un rey puede equivocarse, y sin duda erré yo alguna vez; pero sé bien que nuestra patria se mostró en todo tiempo generosa ante las culpas sin malicia. 

Soy el rey de todos los españoles, y también un español. Hallaría medios sobrados para mantener mis regias prerrogativas, en eficaz forcejeo con quienes las combaten. Pero, resueltamente, quiero apartarme de cuanto sea lanzar a un compatriota contra otro en fratricida guerra civil. No renuncio a ninguno de mis derechos, porque más que míos son depósito acumulado por la Historia, de cuya custodia ha de pedirme un día cuenta rigurosa. 

Espero a conocer la auténtica y adecuada expresión de la conciencia colectiva, y mientras habla la nación suspendo deliberadamente el ejercicio del Poder Real y me aparto de España, reconociéndola así como única señora de sus destinos. 

También ahora creo cumplir el deber que me dicta mi amor a la Patria. Pido a Dios que tan hondo como yo lo sientan y lo cumplan los demás españoles.

Alfonso XIII abandonó el país sin abdicar formalmente y se trasladó a París, fijando posteriormente su residencia en Roma. En enero de 1941 abdicó en favor de su tercer hijo, Juan. Falleció el 28 de febrero del mismo año.

### Segunda República
Éibar fue, hacia las seis de la mañana, la primera localidad española en la que se hizo ondear la bandera tricolor y en la que se proclamó la Segunda República. Por este motivo fue, junto a la ciudad de Jaca, primer Ayuntamiento en España en proclamar la República cuatro meses antes, durante la llamada sublevación de Jaca, honrada con el título de «muy ejemplar ciudad» por parte del Gobierno republicano.
El escritor eibarrés Toribio Echeverría redacta, en su libro Viaje por el país de los recuerdos, la proclamación de la Segunda República en Éibar de esta forma:

...y antes de las seis de la mañana habíase congregado el pueblo en la plaza que se iba a llamar de la República, y los concejales electos del domingo, por su parte, habiéndose presentado en la Casa Consistorial con la intención de hacer valer su investidura desde aquel instante, se constituyeron en sesión solemne, acordando por unanimidad proclamar la República. Acto seguido fue izada la bandera tricolor en el balcón central del ayuntamiento, y Juan de los Toyos dio cuenta desde él al pueblo congregado, que a partir de aquella hora los españoles estábamos viviendo en República.